# Sébastien Michel Courtin
Sébastien Michel Courtin est un homme politique français né le 25 septembre 1756 à Saint-Domingue et décédé le 30 mars 1820 à Paris.
Négociant à Maulette, il est administrateur du département, puis député de Seine-et-Oise de 1791 à 1792, siégeant avec la majorité. Il est ensuite secrétaire général de la direction générale des ponts et chaussées.

## Sources
- « Sébastien Michel Courtin », dans Adolphe Robert et Gaston Cougny, Dictionnaire des parlementaires français, Edgar Bourloton, 1889-1891 [détail de l’édition]